# Deutsche Kriegsgräberstätte Fricourt

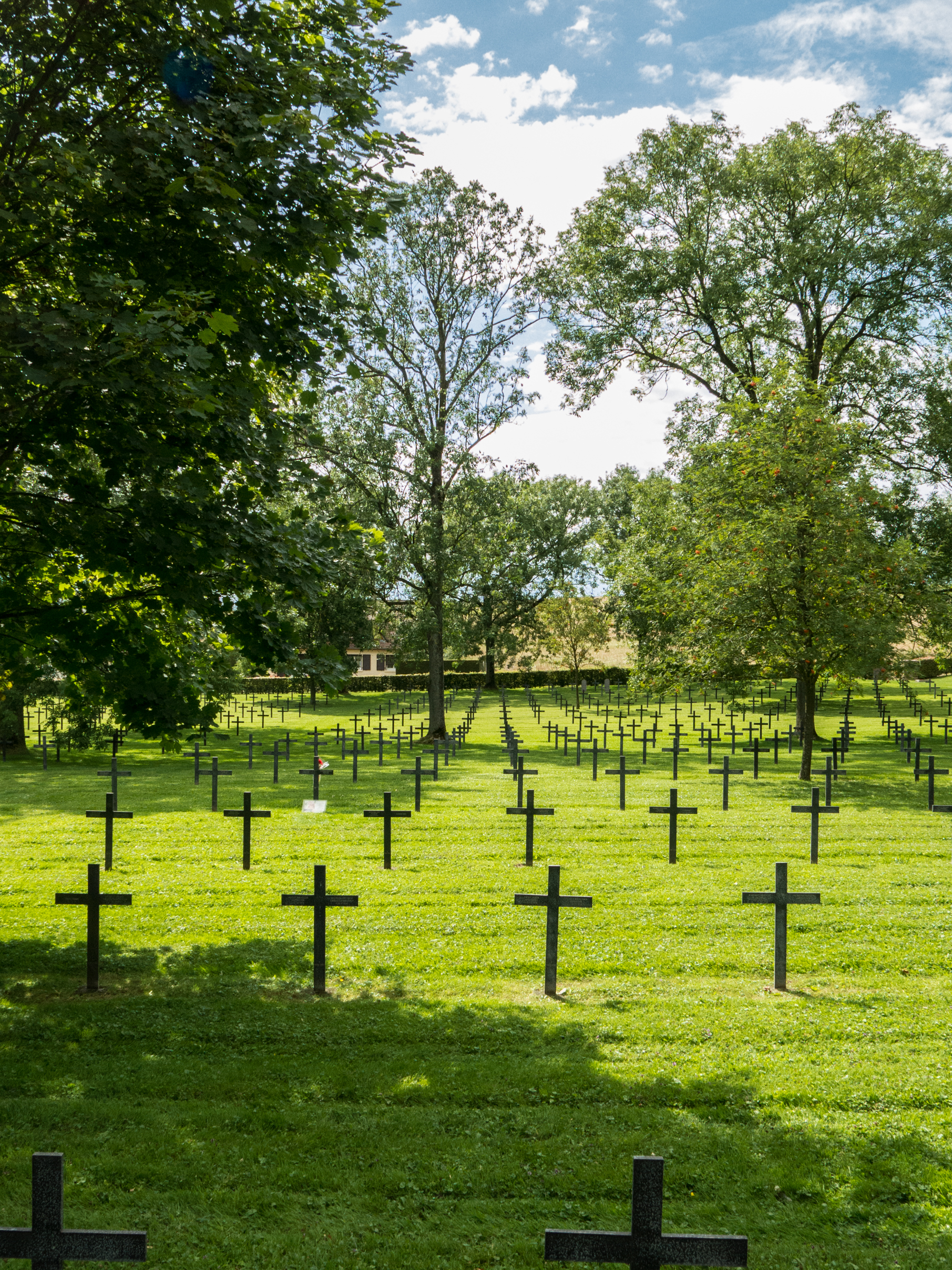
Blick auf die Deutsche Kriegsgräberstätte Fricourt

Die Deutsche Kriegsgräberstätte Fricourt ist ein deutscher Soldatenfriedhof für gefallene Soldaten des Ersten Weltkriegs, der in der französischen Gemeinde Fricourt im Département Somme liegt. Er befindet sich 600 m nördlich des Dorfzentrums an der D 147. 

## Gestaltung
Auf der Vorder- und Rückseite der metallenen Kreuzen stehen die Namen der Gefallenen. Einzelne liegende Steine im Gras weisen darauf hin, dass auch hier Soldaten begraben sind. Für 14 jüdische Gefallene wurden Grabsteine aus Naturstein mit der Abbildung des Davidsterns errichtet. Hinter den Einzelgräbern stehen auf metallenen Kissensteinen die Namen  derjenigen, die hier in einem Gemeinschaftsgrab liegen. Der Friedhof wird durch den Volksbund Deutsche Kriegsgräberfürsorge unterhalten.

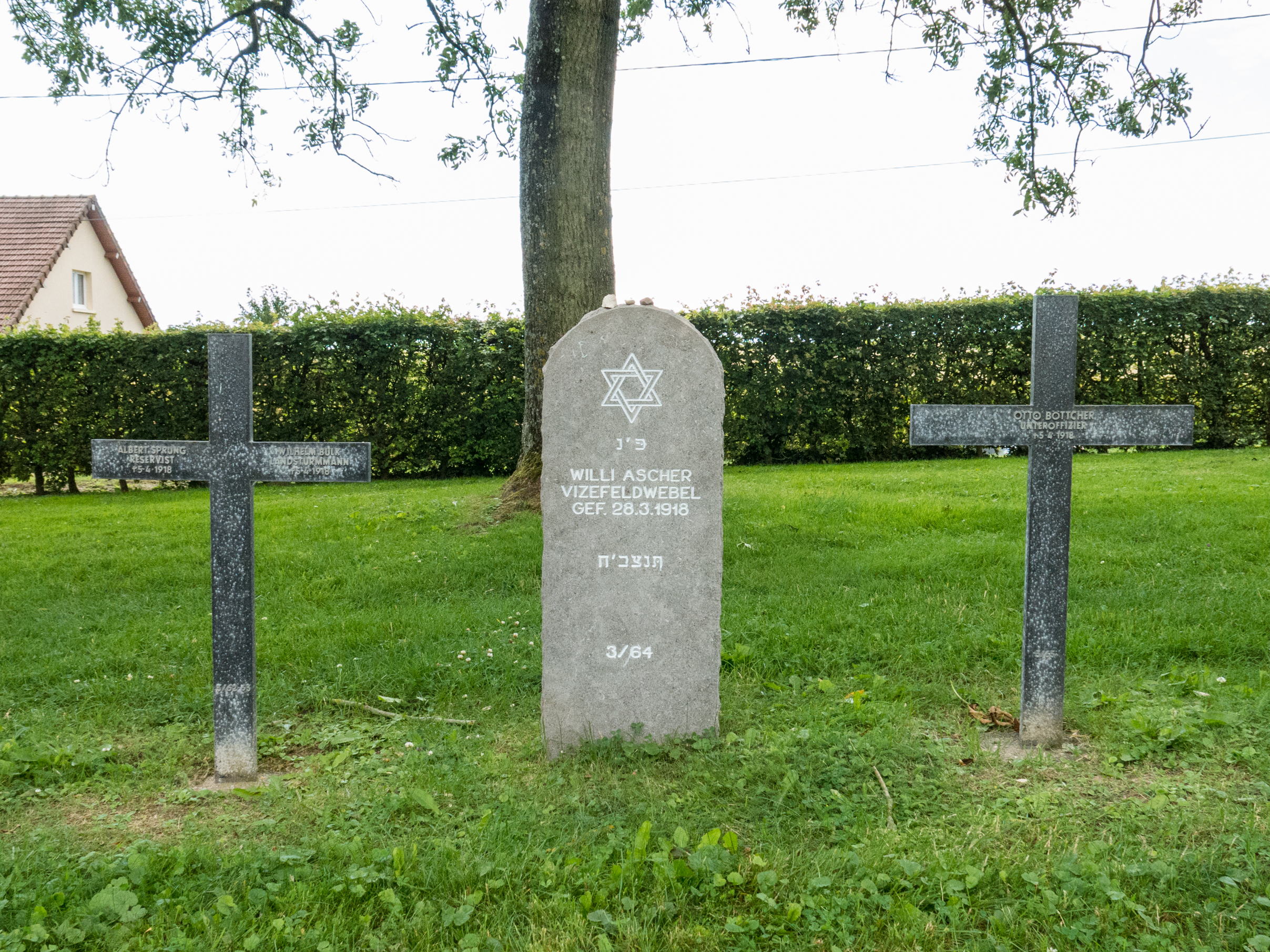
Grabstein für jüdischen Gefallenen
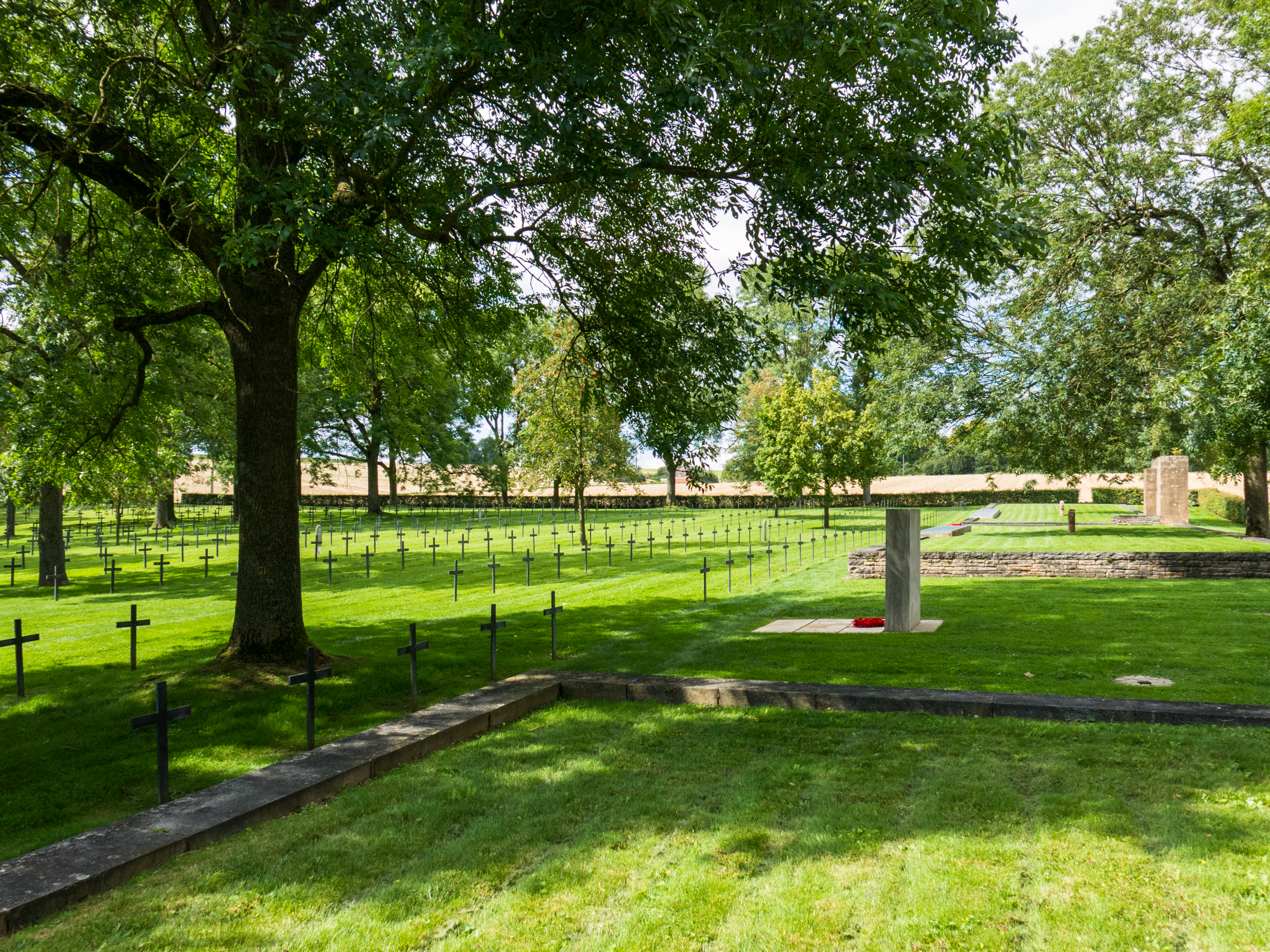
Einzel- und Gemeinschaftsgräber
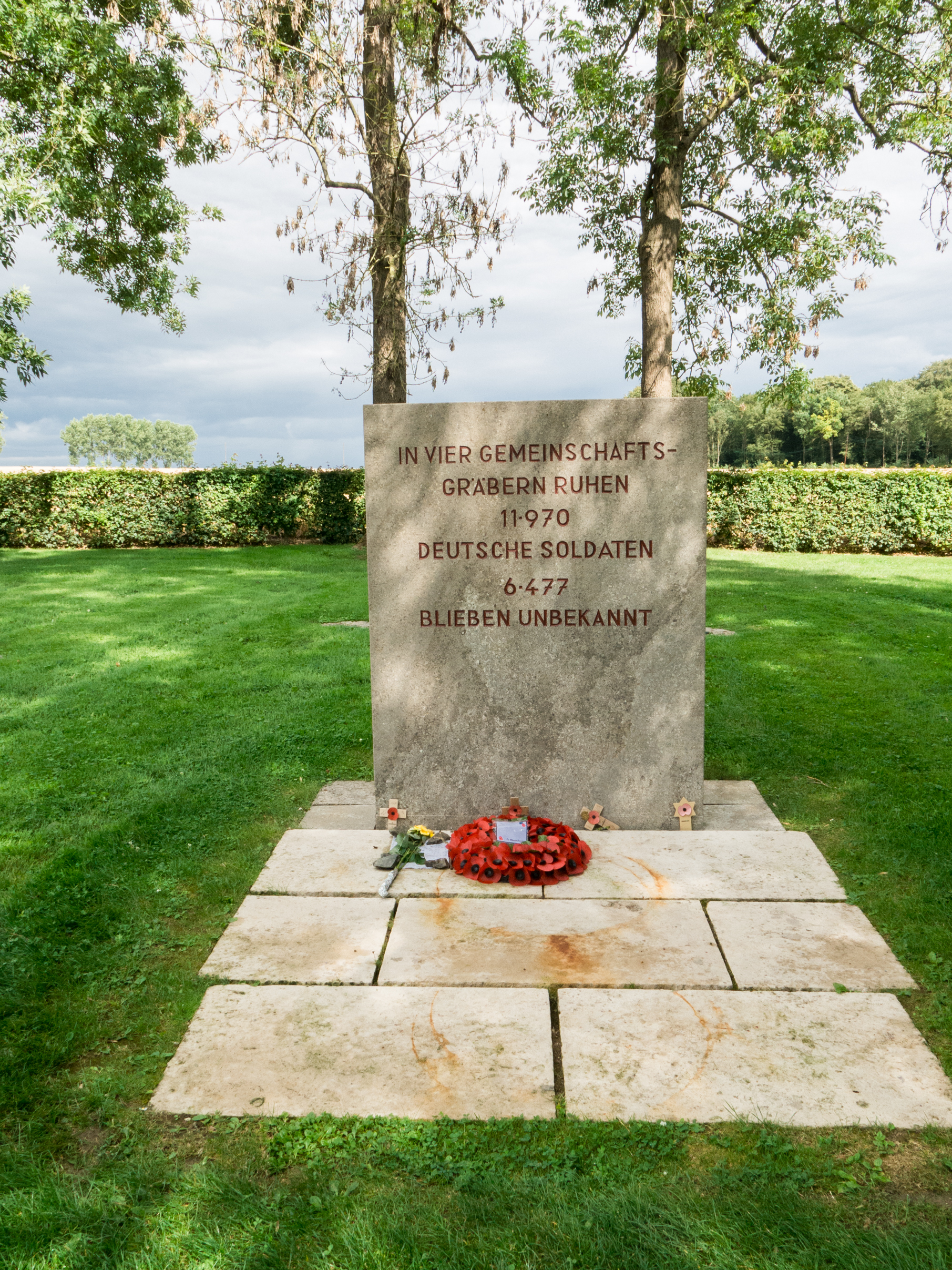
Gemeinschaftsgräber
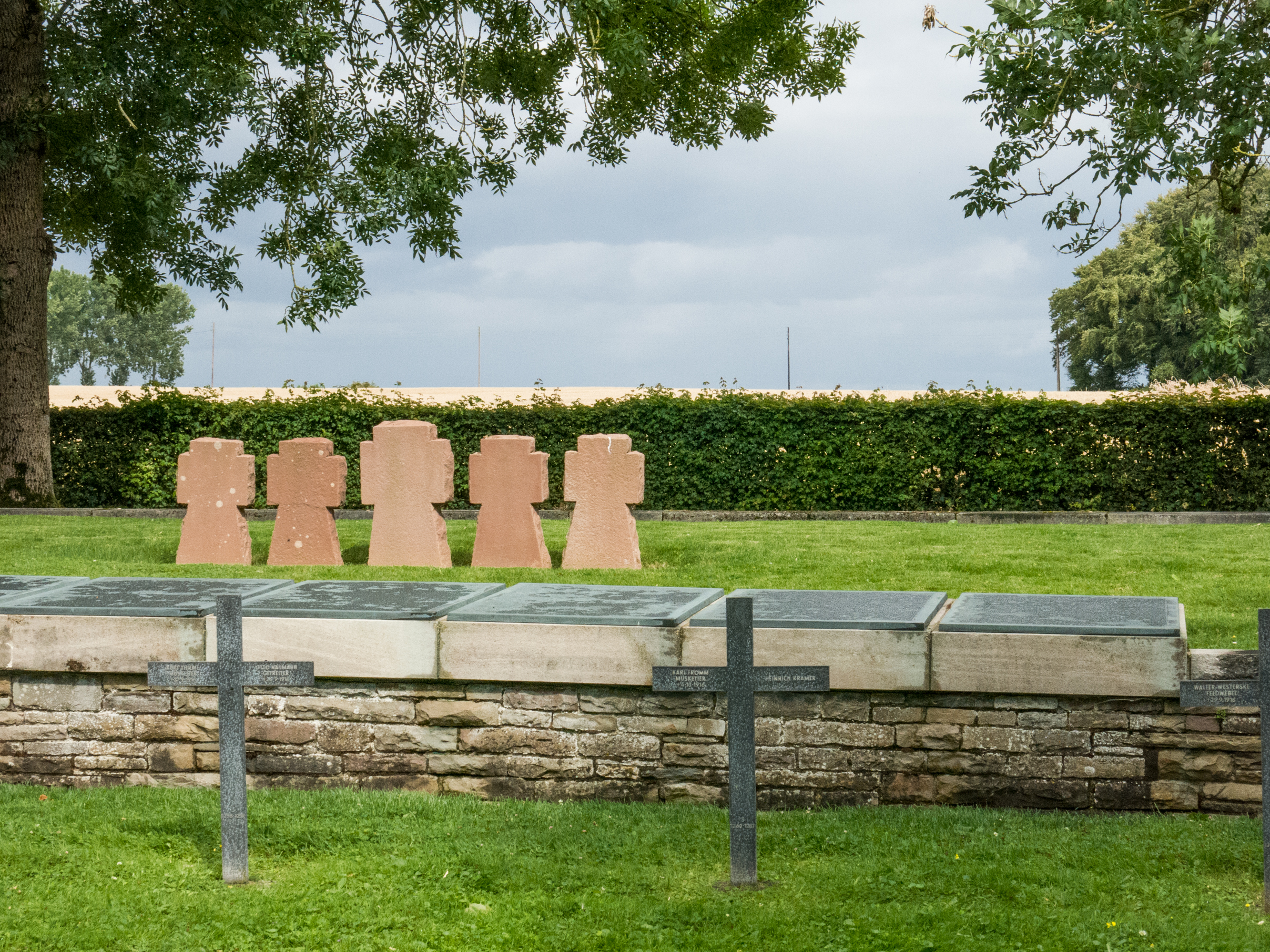
Tafeln mit den Namen der bekannten Gefallenen in den Gemeinschaftsgräbern (vor den Steinkreuzen)

## Entstehung
Der Friedhof wurde 1920 durch die französischen Militärbehörden angelegt. Auf den Sammelfriedhof wurden die gefallenen deutschen Soldaten, die in 79 Gemeinden und den Kampfgebieten der weiten Umgebung vorläufig begraben waren, überführt. Es handelt sich hauptsächlich um die nördlich gelegenen Gebiete der Somme, der Umgebung von Albert (Somme), Bapaume, Combles, Villers-Bretonneux und das Tal von Ancre.
Nach dem Französisch-deutschen Kriegsgräberabkommen vom 19. Juli 1966 konnte mit der endgültigen Anlage und Pflege der Kriegsgräberstätte begonnen werden. Ab 1977 wurden die Holzkreuze durch die heutigen haltbaren Metallkreuze ersetzt.

## Die Toten
Auf dem Friedhof liegen 17.027 gefallene Soldaten begraben. Es gibt vier Massengräber, in denen 11.970 Tote beigesetzt sind, von denen nur 5.331 identifiziert werden konnten. In den 5.057 Einzelgräbern konnten 114 Begrabene nicht identifiziert werden. Die meisten Toten (ungefähr 10.000) fielen im Jahr 1916 während der Schlacht an der Somme. Mehr als 6.000 fielen während der Deutschen Frühjahrsoffensive 1918 und der darauffolgenden Alliierten Endoffensive des Ersten Weltkriegs im Jahr 1918.
Der Jagdflieger Manfred von Richthofen (auch bekannt unter dem Namen der Rote Baron)  wurde am 21. April 1918 abgeschossen und in Bertangles begraben. Später wurde er nach Fricourt überführt und im November 1925 in Berlin begraben. Im Jahr 1975 erhielt er schließlich im Familiengrab in Wiesbaden seine letzte Ruhestätte.